# Clasmatocolea
Clasmatocolea es un género de musgos hepáticas perteneciente a la familia Geocalycaceae. Comprende 33 especies descritas y de estas, solo 21 aceptadas.

## Taxonomía
Clasmatocolea fue descrita por Richard Spruce y publicado en Transactions and Proceedings of the Botanical Society of Edinburgh 15: 440. 1885[1885].

## Especies
- Clasmatocolea alpina (Rodway) Grolle
- Clasmatocolea amplectens (Mitt.) J.J. Engel
- Clasmatocolea cookiana (C. Massal.) J.J. Engel
- Clasmatocolea exigua Stephani
- Clasmatocolea fasciculata (Nees) Grolle
- Clasmatocolea fragillima Spruce
- Clasmatocolea fulvella (Hook. f. & Taylor) Grolle
- Clasmatocolea gayana (Mont.) Grolle
- Clasmatocolea heterostipa Spruce
- Clasmatocolea humilis (Hook. f. & Taylor) Grolle
- Clasmatocolea inflexispina (Hook. f. & Taylor) J.J. Engel
- Clasmatocolea minutiretis J.J. Engel & Grolle
- Clasmatocolea moniliformis J.J. Engel
- Clasmatocolea navistipula (Stephani) Grolle
- Clasmatocolea notophylla (Hook. f. & Taylor) Grolle
- Clasmatocolea obvoluta (Hook. f. & Taylor) Grolle
- Clasmatocolea puccioana (De Not.) Grolle
- Clasmatocolea rigens (Hook. f. & Taylor) J.J. Engel
- Clasmatocolea trachypus (Hook. f. & Taylor) Grolle
- Clasmatocolea vermicularis (Lehm.) Grolle
- Clasmatocolea verrucosa J.J. Engel